# Municipio de Gaddys
El municipio de Gaddys (en inglés: Gaddys Township) es un municipio ubicado en el  condado de Robeson en el estado estadounidense de Carolina del Norte.  La localidad en el año 2010, tenía una población de 1.511 habitantes. 

## Geografía
El municipio de Gaddys se encuentra ubicado en las coordenadas 34°26′57.01″N 79°13′27.01″O / 34.4491694, -79.2241694.